# Cestrum violaceum
Cestrum violaceum är en potatisväxtart som beskrevs av Ignatz Urban. Cestrum violaceum ingår i släktet Cestrum och familjen potatisväxter. Inga underarter finns listade i Catalogue of Life.